# مندرلی
مندرلِی (به انگلیسی: Manderlay) فیلمی به کارگردانی لارس فون تریه محصول سال ۲۰۰۵ و دومین قسمت از سه‌گانهٔ «آمریکا؛ سرزمین فرصت‌های طلایی» فون تریر است که دو قسمت دیگرش داگویل و واشینگتن هستند.
فیلم در بخش مسابقه جشنواره کن حضور داشت.